# Каннингем, Аллан (писатель)
Аллан Ка́ннингем (англ. Allan Cunningham; 7 декабря 1784[…], Keir — 30 октября 1842[…], Лондон) — шотландский народный поэт, журналист и писатель. Отец Питера Каннингема и Александра Каннингема.

## Биография
Сын садовника, образования не получил и жил подмастерьем у своего брата; в 1814 году получил место в мастерской скульптора, где работал до самой смерти. Произведение поэта Роберта Бёрнса, побудила его печатать свои поэтические наброски в различных газетах и журналах. Его подражания древним шотландским балладам приняты были за оригиналы и напечатаны в книге «Remains of Nithsdale and Galloway Song» (1810). В 1822 году, напечатал историческую поэму «Sir Marmaduke Maxwell», сюжет которой заимствован из национальных преданий. За этим последовали два тома «Traditional tales», романы: «Paul Jones», «Sir Michael Scott», «Lord Roldan», деревенская поэма «The Maid of Elvar». Стал автором ряда биографий: «Lives of Eminent British painters, sculptors a. architects», «Life of Sir David Wilkie»; издавал сборники шотландской поэзии. Похоронен на кладбище Кенсал Грин.

## Комментарии
1. ↑  В ЭСБЕ используется вариант Кеннингем, Аллан; в Литературная энциклопедия Кэннингам, Аллан